# Le Figaro
A Le Figaro (ejtsd: lö figaró, magyarul: füge) napjainkban az egyik vezető jobboldali, illetve jobbközép nézeteket valló francia napilap. Jelmondata: „Ahol tilos a kritika, ott őszinte dicséret sincsen” (franciául „Sans la liberté de blâmer, il n'est point d'éloge flatteur.”).

## A név eredete
Figaro  Pierre-Augustin Caron de Beaumarchais a Sevillai borbély, a Figaro házassága, és A bűnös anya című színművek szereplője.

## A lap története a kezdetektől

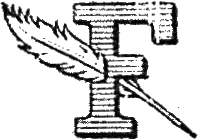
A lap logója 1920-ban

Az újságot X. Károly uralkodása idején, 1826. január 15-én jelentette meg először Maurice Alhoy sanzonénekes az író és politikus Étienne Arago közreműködésével. Ez idő tájt még csupán párizsi megjelenésű szatirikus hetilap volt, formáját tekintve négy oldalas,
kisméretű lapokkal. Ekkoriban még jellemző volt a megjelenések gyakori elmaradása. Első szerkesztői Félix Davin, Léon Gozlan, Auguste Jal, Jules Janin, Alphonse Karr, Nestor Roqueplan, George Sand és Jules Sandeau voltak.
1830-ban az újság éles bírálatot közölt Jules de Polignacról, egyszerű léleknek titulálva, és határozott állást foglalt a júliusi forradalom mellett. Ennek ellenére a lap továbbra is sikeresen őrizte szabad szellemiségét, majd Henri Latouche főszerkesztősége alatt egyre kritikusabbá vált az 1830-tól 1848-ig tartó Júliusi Monarchiával (Polgárkirálysággal) szemben.
1833-tól 21 évig szünetelt az újság kiadása; ezalatt az idő alatt kilenc kudarccal végződő próbát tettek annak újraélesztésére. Majd 1854-ben Hippolyte de Villemessant vezényletével ismét megjelent a Figaro; továbbra is elsősorban párizsi, és irodalmi jellegű lapként. Hippolyte de Villemessant körülvette magát a kor tehetséges íróival, szerkesztőivel, és különböző újításokat eszközölt; többek között állandó rovatok indítását, mint a gyászjelentések, vagy a szerkesztői levelek. Ő vezette be az Échos című rovatot, mely a hetilap legnagyobb sikerét aratta szójátékaival, anekdotáival, illetve az itt közölt pletykákkal. 1856-ban a Figaro sikerein felbuzdulva Villemessant a lapmegjelenés sűrűségének megduplázása mellett döntött, ezek után szerdán és vasárnaponként jelent meg. 1866. november 16.; az újraindítást követő 12. évben Hippolyte de Villemessant napi megjelenésűvé változtatta az újságot, amelynek sikere többek között annak volt köszönhető, hogy a vitát keltő témák elkerülésével sikeresen menekülhetett meg a cenzúrától is – egészen 1867-ig, amikor megjelent a Figaro Politique, melynek hasábjain rövid időre szabadjára engedte szatirikus írástudományát Henri Rochefort; ezzel hamar felhívva a cenzúra figyelmét is. Ennek hatására Hippolyte de Villemessant elindította a La Lanterne című újságot Rochefort részére.
1871-ben a Párizsi kommün idején a lap az aktuális rendszerrel ellenkező állásfoglalásának adott hangot, minek következtében az első Kommün által beszüntetett napilappá vált, amelynek ismételt kiadásaival végül mégis diadalt aratott, ezáltal közönsége az arisztokrata körökből származó olvasótáborral gyarapodott. 1875-ben az idősödő Hippolyte de Villemessant átadta posztját Francis Magnard-nak, aki fekete keretes lapszámal tisztelgett a rendkívül tevékeny lapigazgató előtt monte-carlói halála után 1879. április 17-én.
1897-ben a Dreyfus-ügy kapcsán jelentette meg első írását Émile Zola a Figaro hasábjain. Az 1909. február 20-án Filippo Tommaso Marinetti a Le Figaróban tette közzé A futurizmus című művét, a stílusirány híres manifesztumát.
1914. március 16-án Gaston Calmette főszerkesztőt meggyilkolta Henriette Caillaux, miután a lap – egyik leközölt cikkében – pénzügyminiszter-férjét nevezte meg felelősként egy sajtóhadjáratban.
1922-ben az újság a parfümgyáros François Coty kezébe kerül, aki átnevezte a lapot – lehagyva a névelőt – Figarora, majd 1928-ban L’Ami du peuple címen egy másik újságot is indított. 1929-ben a Figaro ismét Le Figaro címen jelent meg, hasábjain az első keresztrejtvényekkel gyarapodva. Coty a szélsőjobboldali politikai nézetek elkötelezett követője volt, főképp az általa alapított fasiszta Francia Szolidaritás Pártjáé, ami tükröződött a lapban megjelent uszító cikkekben is. Halála után – még a két világháború közötti időben – a Le Figaro hasábjairól rövid időn belül eltűntek a hatalmas idegenellenes kirohanások, a napilap visszavette nagyvilági szellemiségét.
1934-ben Lucien Romier vált a lap főszerkesztőjévé, irodalmi szerkesztője Pierre Brisson lett. Ketten létrehoztak egy remek szerkesztői gárdát a következő szakemberek közreműködésével; François Mauriac, Georges Duhamel, Jean Giraudoux, Tristan Bernard, André Maurois. Ez idő tájt jelentek az első fotók az újságban; a szerkesztőbrigád előszeretettel alkalmazta ezt az újítást.
1939 folyamán komoly tudósítások jelentek meg a lap hasábjain az etiópiai háborúról, a második kínai–japán háborúról, illetve spanyol polgárháborúról. Az újságot cenzúrázták, de folytatódott a lapkiadás Tours-ban.
1940 során a napilap székhelye áttevődött Bordeaux-ba, Clermont-Ferrand-ba, majd Lyonba. A lapkiadás itt folytatódott a második világháború alatt is egészen az 1942-es német megszállásig.
1944-ben ismét Párizsban jelent meg a lap François Mauriac Charles de Gaulle-ról szóló vezércikkével, ezáltal a kommunista-szocialista állásponttal szembehelyezkedő tábor vezérlapjává válva. A nyomtatott példányszám 1945-re elérte 213 ezret, de az olvasóközönség ennél jóval többre tartott igényt.
1946-ban Littéraire címmel megjelent többek között Pierre Brisson, Paul Claudel, Colette és Julien Green közreműködésével egy ingyenes irodalmi hetilap, ami 1947-ben már Le Figaro Littéraire címen futott.
1950-ben François Coty felesége eladta a Le Figaro-részvényei felét Jean Provuost-nak, aki az 1970-es évek elejére, Pierre Brisson halála után sikeresen szert tett a többségi tulajdonra.
1978-ban megjelent a napilap hétvégi kiadása, a Le Figaro Magazine, amelyet a baloldali sajtó erősen támadott.

### Főszerkesztői
- 1879–1914: Francis Magnard, Fernand de Rodays, Jules Cornély, Gaston Calmette
- 1930–1934: Alfred Capus, Robert de Flers, André Chaumeix, Lucien Romier, François Coty
- 1934–1964: Pierre Brisson

## Az interneten
2006. február óta létezik a lap internetes változata a www.lefigaro.fr, mely a megjelenése után két évvel, 2008 februárjában előzte meg első alkalommal a Le Monde internetes honlapjának látogatottságát, ezzel az első számú általános információs oldallá lépve elő.

## Mellékletek
Napjaink Le Figaróját minden nap különböző mellékletek kísérik; a Le Figaro Économie, illetve a Le Figaro Et Vous.
Ezen kívül a hét különböző napjain további mellékletekkel jelenik meg az újság:
- Hétfőn a Le Figaro Réussir
- Szerdán a párizsi régió szabadidős programokat ajánló magazinja a Le Figaroscope
- Pénteken egy 8 oldalas irodalmi melléklet, a Le Figaro Littéraire
- A szombati szám a legnagyobb terjedelmű; Le Figaro Magazine, Madame Figaro és a TV Magazine

## A lap neves munkatársai – a teljesség igénye nélkül
- Théophile Gautier
- Charles Nodier
- Guy de Maupassant
- George Sand
- Émile Zola
- Marcel Proust

## Fordítás
- Ez a szócikk részben vagy egészben  a   Le Figaro című francia Wikipédia-szócikk fordításán alapul.  Az eredeti cikk szerkesztőit annak laptörténete sorolja fel. Ez a jelzés csupán a megfogalmazás eredetét és a szerzői jogokat jelzi, nem szolgál a cikkben szereplő információk forrásmegjelöléseként.

## Külső hivatkozások
- A Le Figaro honlapja (franciául)